# Dom Joaquim
Dom Joaquim é um município brasileiro no interior do estado de Minas Gerais, Região Sudeste do país. Localiza-se na região central mineira, estando situado a cerca de 210 km a norte da capital do estado. Ocupa uma área de aproximadamente 400 km², sendo que 1 km² está em área urbana, e sua população foi estimada em 5 051 habitantes em 2024.

## História
A povoação teve início com Domingos José da Silva, português, que, em 1750, após explorar o rio do Peixe, tomou posse de um trecho de mata virgem, próximo à atual cidade. Levantou capela dedicada a S. Domingos. O arraial inicial formou-se próximo à capela, e tinha o nome de arraial de São Domingos do Rio do Peixe. Em 1818, os moradores acordaram em mudá-lo para o ponto em que hoje encontra-se a cidade, em razão da falta de água.

## Turismo

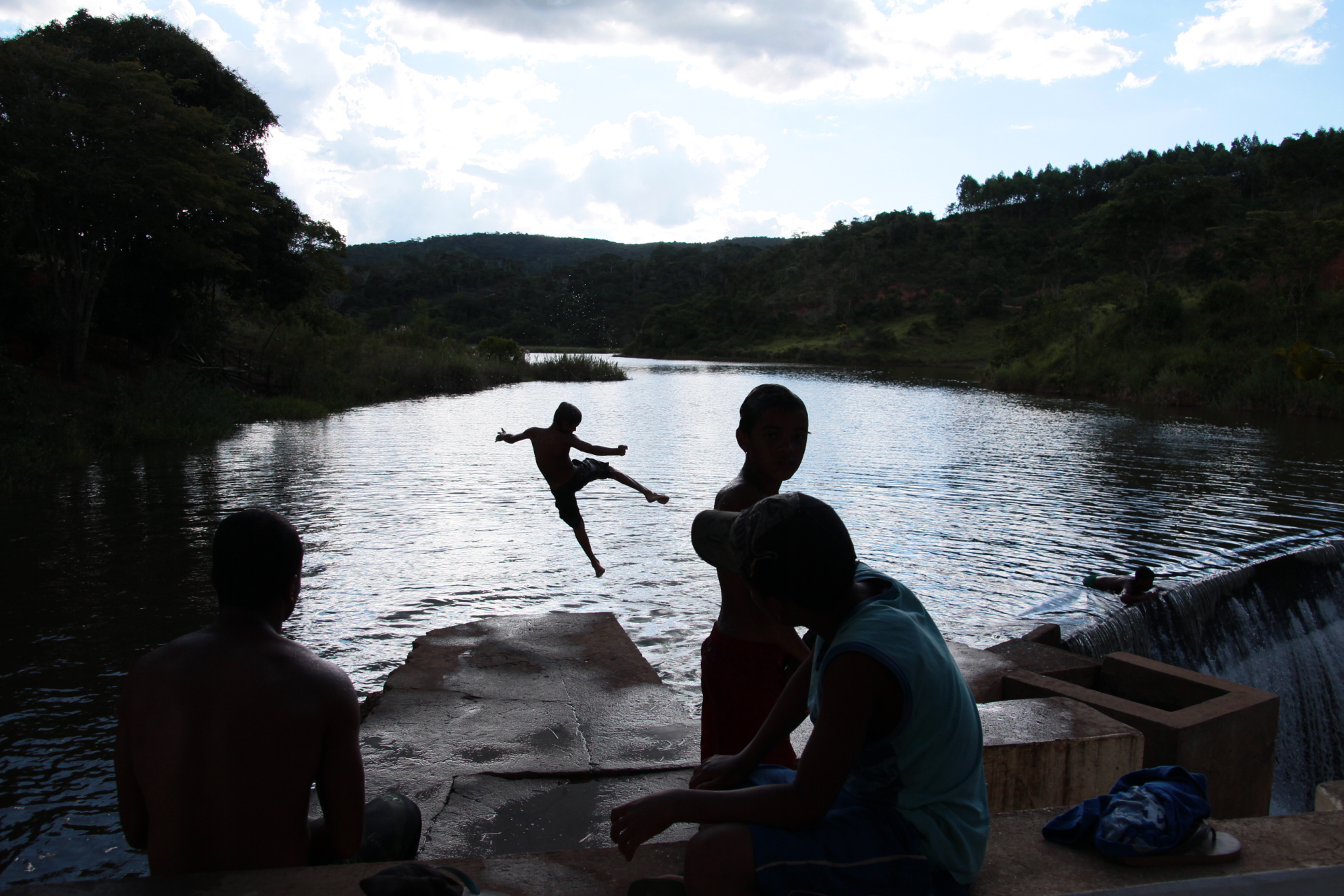
Rio do Peixe em Dom Joaquim

Dom Joaquim é uma cidade tranquila. O acesso a cidade é simples, inclusive para quem chega de outros estados de avião pelo aeroporto de CONFINS, passando por Lagoa Santa, Serra do Cipó, ficando 30 km após Conceição do Mato Dentro, o município recebe centenas de turistas durante o ano inteiro, em busca da tranquilidade e do sossego.
Além dos eventos religiosos Festa de São Domingos (padroeiro da cidade), Festa de São José (distrito de São José da Ilha), Festa de Santana (distrito de Gororós), o Carnaval e a Semana Santa, com sua tradição popular da encenação da paixão de cristo ao vivo, onde os populares se organizam e encenam na sexta feira da paixão, um grande número de turistas procuram os ares naturais e calmos da cidade. No município podem ser encontradas cachoeiras que fazem a alegria de seus moradores e visitantes.
O município é um dos que compõem o circuito serra do Cipó, juntamente com Conceição do Mato Dentro, Congonhas do Norte, Jaboticatubas, Nova União e Santana do Riacho.
Há que se destacar, também, que a cidade compõe o circuito "Estrada Real", possuindo, na sua área rural, fazendas erguidas no final do século XIX.
Para quem parte da capital do Estado, Belo Horizonte, deve seguir a MG-010, para o Parque Nacional da Serra do Cipó. A distância aproximada da capital é de 200 km.
A cidade é banhada por dois rios, o Rio do Peixe e Rio Folheta; este último forma a barragem Recanto da Represa, um balneário que recebe turistas e conta com uma infraestrura com piscinas naturais, bares, restaurantes, área de camping, quadra poliesportiva e praça de lazer.